# Mungaoli
Mungaoli is een nagar panchayat (plaats) in het district Ashoknagar van de Indiase staat Madhya Pradesh. 

## Demografie
Volgens de Indiase volkstelling van 2001 wonen er 19.536 mensen in Mungaoli, waarvan 53% mannelijk en 47% vrouwelijk is. De plaats heeft een alfabetiseringsgraad van 67%. 